# Viola cerasifolia
Viola cerasifolia là một loài thực vật có hoa trong họ Hoa tím. Loài này được Saint-Hilaire miêu tả khoa học đầu tiên.